# برايان ماكونيل
برايان ماكونيل هو مهندس مدني ومهندس كندي، ولد في 29 فبراير 1836، وتوفي في 13 يوليو 1930 في نورث باي في كندا.